# کاکتوس‌های ستونی جنوبی
 کاکتوس‌های ستونی جنوبی(نام علمی: Austrocylindropuntia) نام یک سرده از تیره کاکتوس است.